# Pieter Feddes van Harlingen

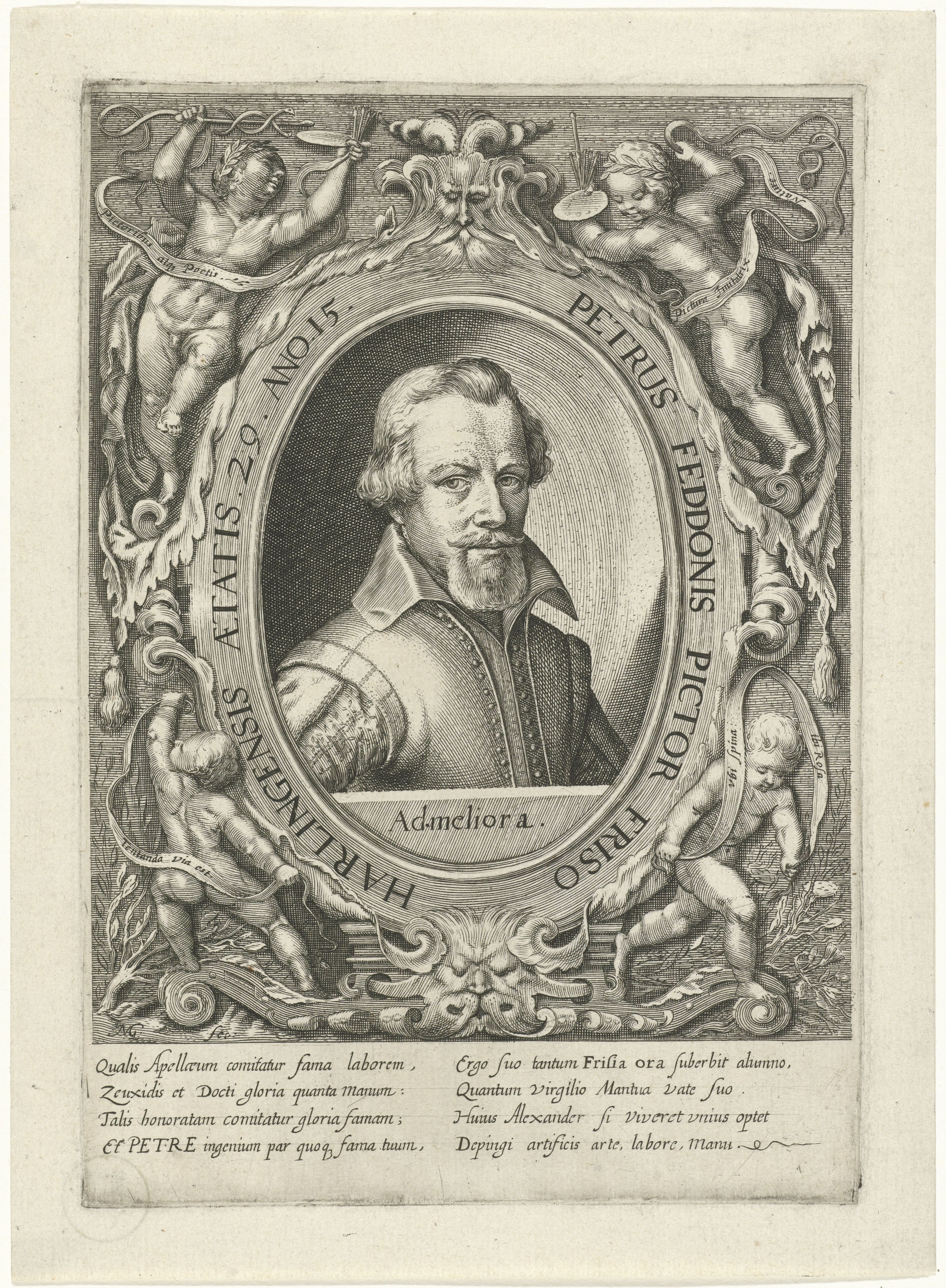
Portret van Pieter Feddes van Harlingen door Nicolaes van Geelkercken (1615).

Pieter Feddes van Harlingen (Harlingen, 1586 - Leeuwarden, ca. 1623) was een Fries graveur, etser en kunstschilder uit de tijd van de Barok.
Over zijn levensloop is weinig bekend. In 1612 verhuisde hij volgens Eekhoff naar Leeuwarden, waar hij vooral portretten, etsen, kaarten en met name veel gravures vervaardigde. Hij maakte onder andere gravures voor de werken van de Friese geschiedschrijvers MartinHamconius (Hamkes) en Pier Winsemius. Enkele van zijn etsen signeerde hij met 'P. Harlingensis'. De meeste van zijn gravures tonen taferelen uit de Bijbelse geschiedenis en wereldgeschiedenis. Ook maakte hij veel portretten, waaronder die van Willem Lodewijk van Nassau, Hero van Inthiema en Johannes Bogerman. Van hem zijn 3 kaarten overgeleverd van Leeuwarden, Franeker en Friesland.
Hij was bevriend met Jan Jansz. Starter, voor wiens Friesche lusthof (eerste uitgave, 1621) hij een lofdicht schreef. Uit een inscriptie onder dit lofdicht en een inscriptie onder een portret van Bogerman wordt afgeleid dat hij ook kunstschilder was ('Petrus Harlingenis ad vivum pinxit'; "Pieter van Harlingen bij leven schilder"). Schilderijen van hem zijn echter niet overgeleverd. Johan Philip van der Kellen noemt naast 117 gravures ook 14 schilderijen van zijn hand, waarvan nog enkele daarop gebaseerde gravures bestaan.
Zijn werk was van invloed op het werk van Jacob Adriaensz Backer. Omdat Feddes' naam na 1622 niet meer voorkomt, wordt aangenomen dat hij kort daarna overleed.
Werk van Feddes hangt vooral in het Fries Museum in Leeuwarden en in het Museum Kunstpalast te Düsseldorf.